# Стибонієві сполуки
Стибо́нієві сполу́ки (рос. стибониевые соединения, англ. stibonium compounds) — солі (а також гідроксиди) з атомом тетракоординованого стибію формули [R4Sb]+X–. Належать до онієвих сполук.